# Misumenops morrisi
Misumenops morrisi là một loài nhện trong họ Thomisidae.
Loài này thuộc chi Misumenops. Misumenops morrisi được Alberto Barrion & James A. Litsinger miêu tả năm 1995.